# Skydebanemuren

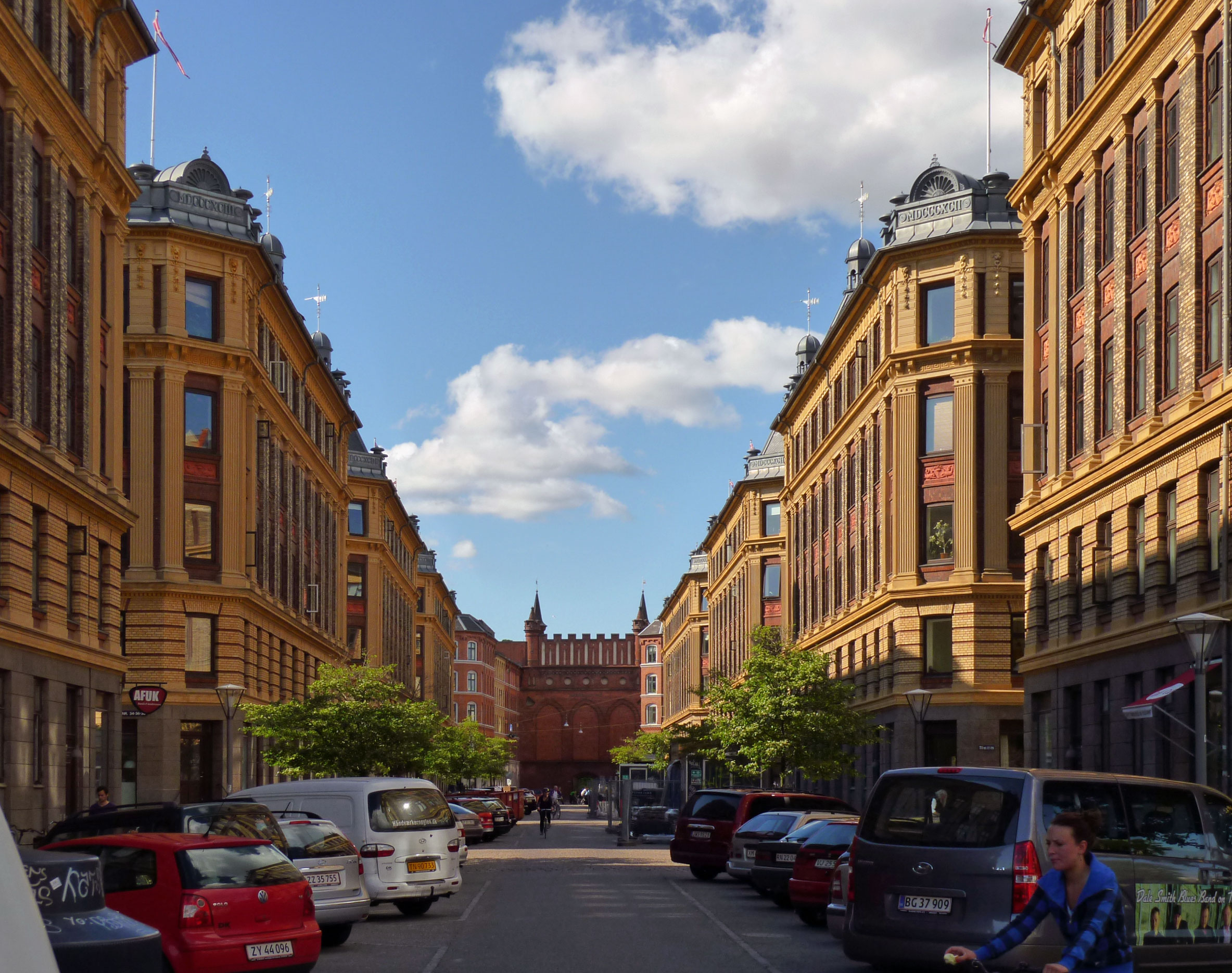
Skydebanemuren вид з Skydebanegade

Skydebanemuren це мур схожий на стіну замка, котрий оточений двома житловими будинками та розташований між Skydebanehaven і Istedgade в центрі району Вестербро в Копенгагені. Стіна була сконструйована для затримування куль у зв'язку із створенням вул. Istedgade для того, щоб захистити трафік на новій вулиці від куль з Королівського Тиру, що розташовувався там, де Skydebanehaven розташований сьогодні. З муру відкривається чудовий вигляд на Skydebanegade, та своїми багато прикрашеними будиночками виходить на протилежний бік Istedgade.

## Історія

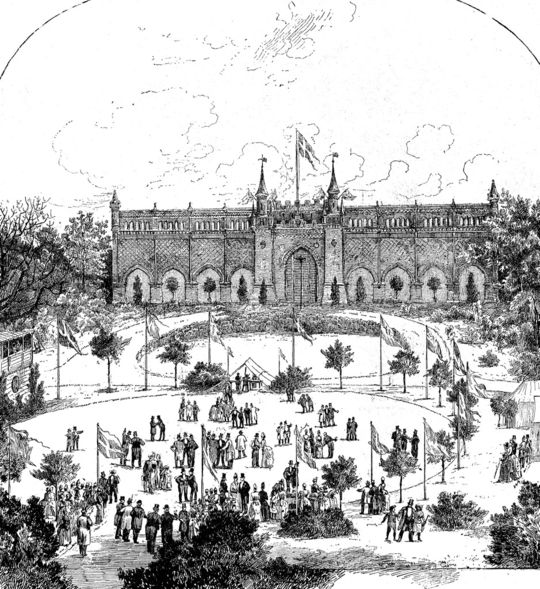
Так виглядав Skydebanemuren з боку Королевського Тиру у 1890-х роках

Королівський Тир з 1782 зайняв значну площу за межами тодішнього Копенгагенського району Вестерпорт, який простягався від нинішньої вулиці Vesterbrogade і аж до Kalveboderne. Після припинення насильства в районі, Вестербро почав розвиватися як новий міський район. Королівське Товариство Стрільців та данське Братство, яким належав тир, не хотіли переїжджати з району, тому муніципалітет Копенгагена експропріював частину землі, яка прилягала до тиру і заснував там вул. Istedgade як нову головну магістраль у цьому районі.
Щоб захистити новозбудовану вулицю від куль з тиру, вирішили побудувати стіну Skydebanemuren. Мур був спроєктований архітектором Людвігом Кнудсеном і був побудований у 1888 році.

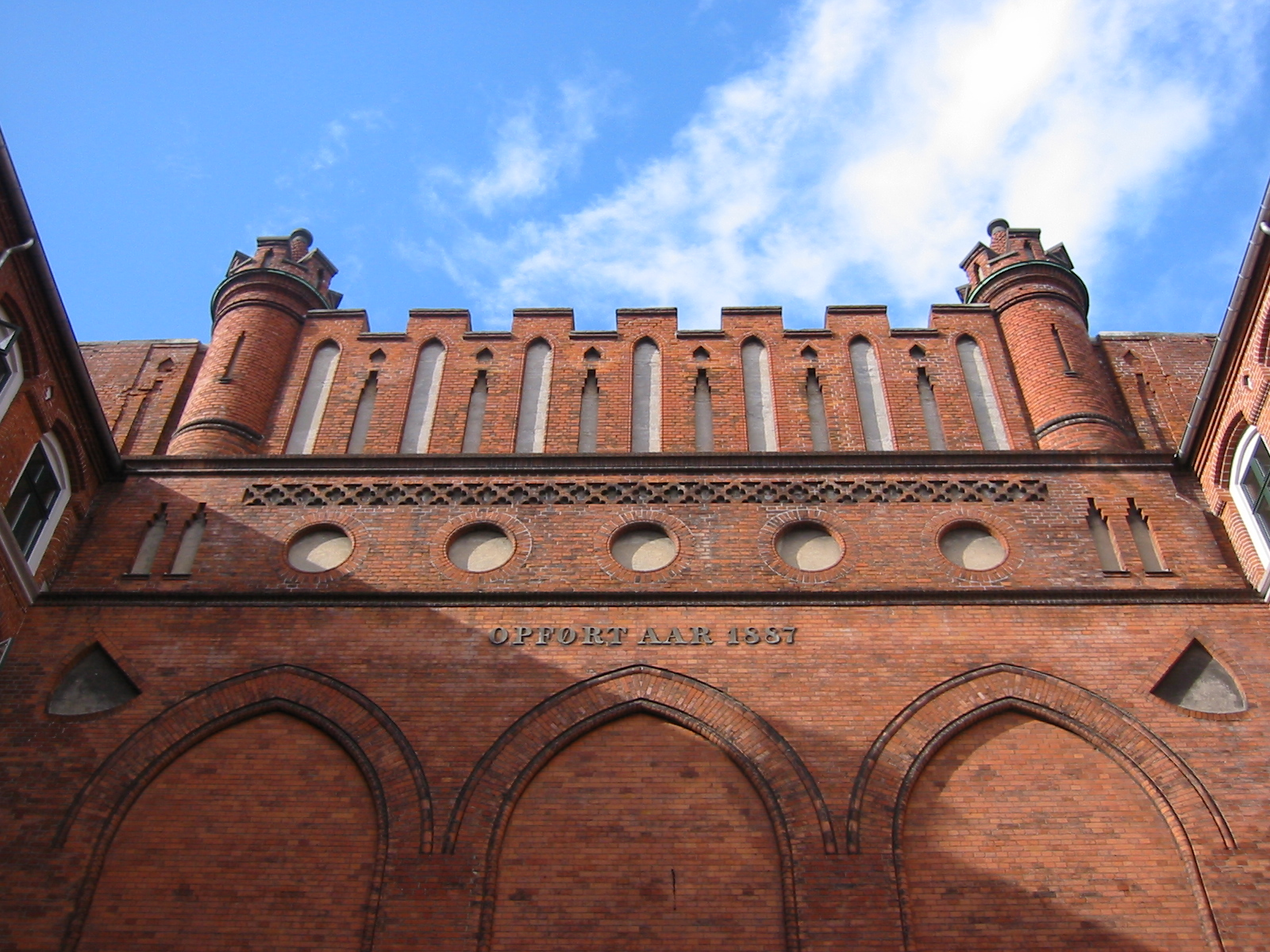
Мур. Вид з боку дороги.

## Архітектура
Skydebanemuren спроєктована в неоготичному стилі, що нагадує стіну замку, та побудована з червоної цегли. Серед багатьох декоративних деталей включає два пінаклі по обидва боки від центрального отвору, а також пломби. Сама стіна віддалена (заглиблена) від Istedgade, та оточена двома житловими будинками.